# La Vénus à la fourrure
Pour les articles homonymes, voir La Vénus à la fourrure (homonymie).
La Vénus à la fourrure (titre original : Venus im Pelz) est un roman érotique allemand de Leopold von Sacher-Masoch paru en 1870.

## Résumé
Dans le cadre de cette autobiographie romancée de l'auteur, le personnage de Séverin relate, à titre personnel, de nombreux éléments inspirés de la vie de Leopold von Sacher-Masoch. Il reprend par exemple à son compte une scène spécifique — impliquant la tante Zénobie — que Masoch avait déjà publiée en qualité de moment-clé vécu au cours de sa propre enfance. Les détails fétichistes que Séverin ressasse dans Confession d’un suprasensuel se coordonnent avec le fétichisme de Sacher-Masoch. Tout au long du roman, Séverin lance un appel au Grec. Sacher Masoch, lui, le cherche dans la vie, sachant que ce personnage est supposé entretenir un rapport à la fois licencieux et complice avec son couple. Par ailleurs, le voyage à Florence — où Séverin se travestit en domestique sous le prénom de Gregor — est une mise en scène que Masoch a déjà organisée et vécue avec Fanny Pistor. Angelika Aurora Rümelin n'est pas la première femme à incarner le rôle de  Wanda. En effet, Sacher-Masoch a déjà mis en scène ce personnage romanesque — impliquant La Vénus à la fourrure — sous les traits d'Anna de Kossov. Celle-ci se présente à lui sous le nom de « Baronne Reizenstein de Munich », ce qui lui suggèrera les prémices de La Femme séparée. Masoch tente également une seconde fois de fusionner la Vénus avec Fanny Pistor, d'autant que c'est précisément à travers elle que Masoch commence à chercher « Le Grec ». Cette quête incessante se conjugue au roman et à la vie réelle de Sacher-Masoch.
Au regard de sa vénération — voire de son adoration — face aux femmes de pierre, Sacher-Masoch écrit : « Même les chevelures sont de pierre ». Séverin, lui aussi, se prosterne devant des Vénus de marbre ou de plâtre, il renverse les cartes, il s'agenouille aux pieds des idoles païennes en récitant des prières chrétiennes telles que l'Ave Maria ou le Notre Père.
Il écrit un jour à Auguste Rodin

« Cher Monsieur, je suis fier de votre amitié, car elle me prouve que vous avez trouvé dans mes œuvres un peu de cette vérité et de cette force élémentaire que j’ai tant admirée dans tout ce que j’ai vu de vous. J’ai rêvé la nuit de vos magnifiques tigresses humaines, et j’en rêve encore les yeux ouverts en plein jour. C’est un peu le type de ma Vénus aux fourrures que je ne puis vous offrir malheureusement car elle n’a pas paru en français. Le marbre et le bronze s’animent sous vos doigts, comme la terre sous le souffle de Dieu, le sixième jour de la Création. Vous avez donné à cette Matière Morte ce qui lui manquait depuis Phidias, le mouvement et la vie. Je vous serre la main encore une fois et vous dis de tout mon cœur Au revoir . »

## Descriptif

### Le rêve
Le narrateur rêve, il est en agréable compagnie. « La déesse de l’amour en personne », et là commencent les détails fétichistes :  « les yeux morts et pétrifiés », « un corps de marbre », « pâleur marmoréenne » « la jaquette de velours bordée de petit gris ».
Dans son dialogue avec Vénus, il lui permet de renverser la société judéo-chrétienne :

« — Vous autres, gens du Nord, prenez l’amour trop au sérieux. Vous parlez de devoirs, là où il ne devrait être question que de plaisir.
— Oui, Madame, nous avons aussi, à cet égard, des sentiments respectables et vertueux, et des raisons durables.
— Et pourtant, s’avisa soudain la dame, l’éternelle nostalgie du pur paganisme est chez vous toujours intense et jamais satisfaite. Car l’amour, en tant que joie parfaite et sérénité, ne vaut rien pour vous, hommes modernes, fils de la réflexion. Dès que vous voulez être naturels, vous devenez grossiers. La nature est à vos yeux une ennemie. De nous, dieux riants de la Grèce, vous avez fait des démons et, de moi une créature diabolique  [ …] Demeurez dans vos brouillards  nordiques et dans l’encens du christianisme ; laissez notre monde païen reposer sous la lave et les décombres ; n’exhumez rien de nous, Pompéi, nos villas, nos bains et nos temples. Vous n’avez point besoin des dieux ! Nous mourons de froid chez vous ! »

Le narrateur rêve encore et soudain, « Réveillez-vous », dit-elle ! le secouant avec une «  main de marbre ». Hélas, ce n’est plus Vénus, mais le cosaque. Le narrateur s’était endormi en lisant Hegel. Il s'éveille. Il est dévoré par ce rêve. « Il est grand temps d’aller chez votre ami Séverin », s’écrie le cosaque.

### Confessions d’un suprasensuel

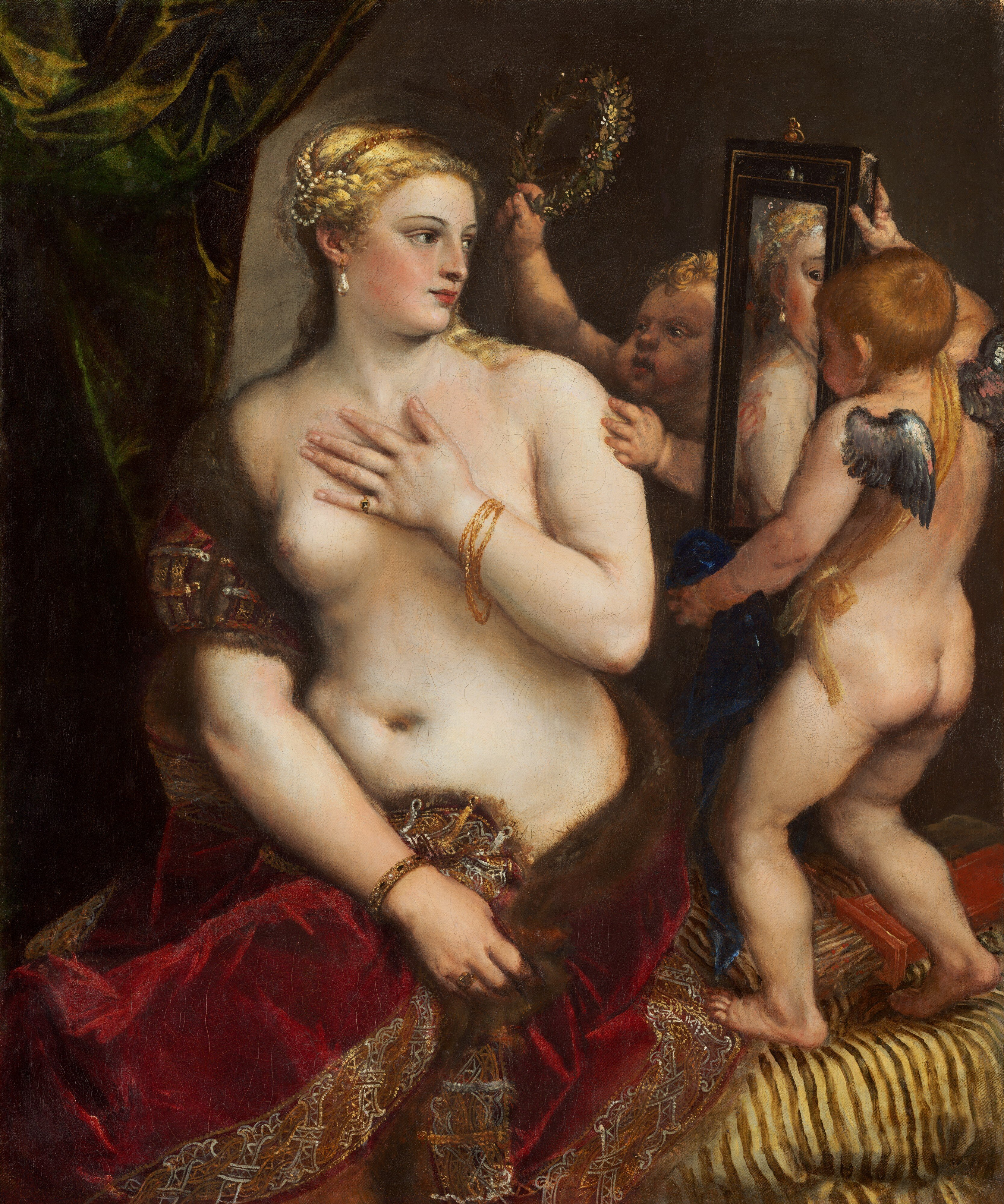
Vénus au miroir, Titien

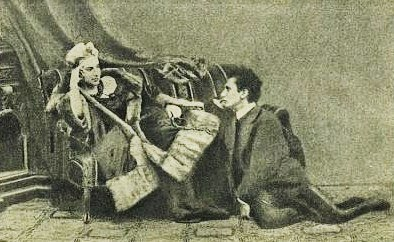
Masoch avec Fanny Pistor.

En arrivant, Séverin lui confie son manuscrit : Confessions d’un suprasensuel. À travers Séverin, Sacher-Masoch se dit suprasensuel. Suprasensuel, tic d'écriture selon Bernard Michel, Sévérin ne cessera de l'utiliser. Il le définit ainsi. 

« Toutefois, ce fut quelque chose de particulièrement bas et laid qu'apparut à l'adolescent à peine pubère l'amour tel qu'il se présente d'abord, dans toute sa banalité. J'évitais tout contact avec le beau sexe. J'étais suprasensuel jusqu'à la démence. »

 Par la suite, on notera les reproches de Wanda, « Si tu étais moins vertueux... »
Dans ce manuscrit, il raconte son aventure avec la belle Wanda von Dunajew. C’est avec Wanda qu’il va signer un contrat. Wanda doit toujours être vêtue de fourrure, elle doit le fouetter ainsi vêtue. Il doit s’établir une relation avec un tiers que Séverin nomme Le Grec et la quête du Grec ne va cesser tout au long du manuscrit. Severin s’engage à être l'esclave de Wanda von Dunajew. C'est en arrivant chez lui que le narrateur enfile la peau de Séverin et reste médusé devant l'œuvre du Titien. « Vénus obligée de s'enfouir dans une vaste fourrure pour ne pas prendre froid dans nos pays abstraits du Nord, dans notre christianisme glacé ». Une remarquable copie, dit-il de la célèbre Vénus au miroir. Puis l'image de Séverin « les yeux brûlants d'un martyr », formant un tabouret « comme un esclave, comme un chien » aux pieds de celle, nue dans une fourrure, qui reposait sur une ottomane. 

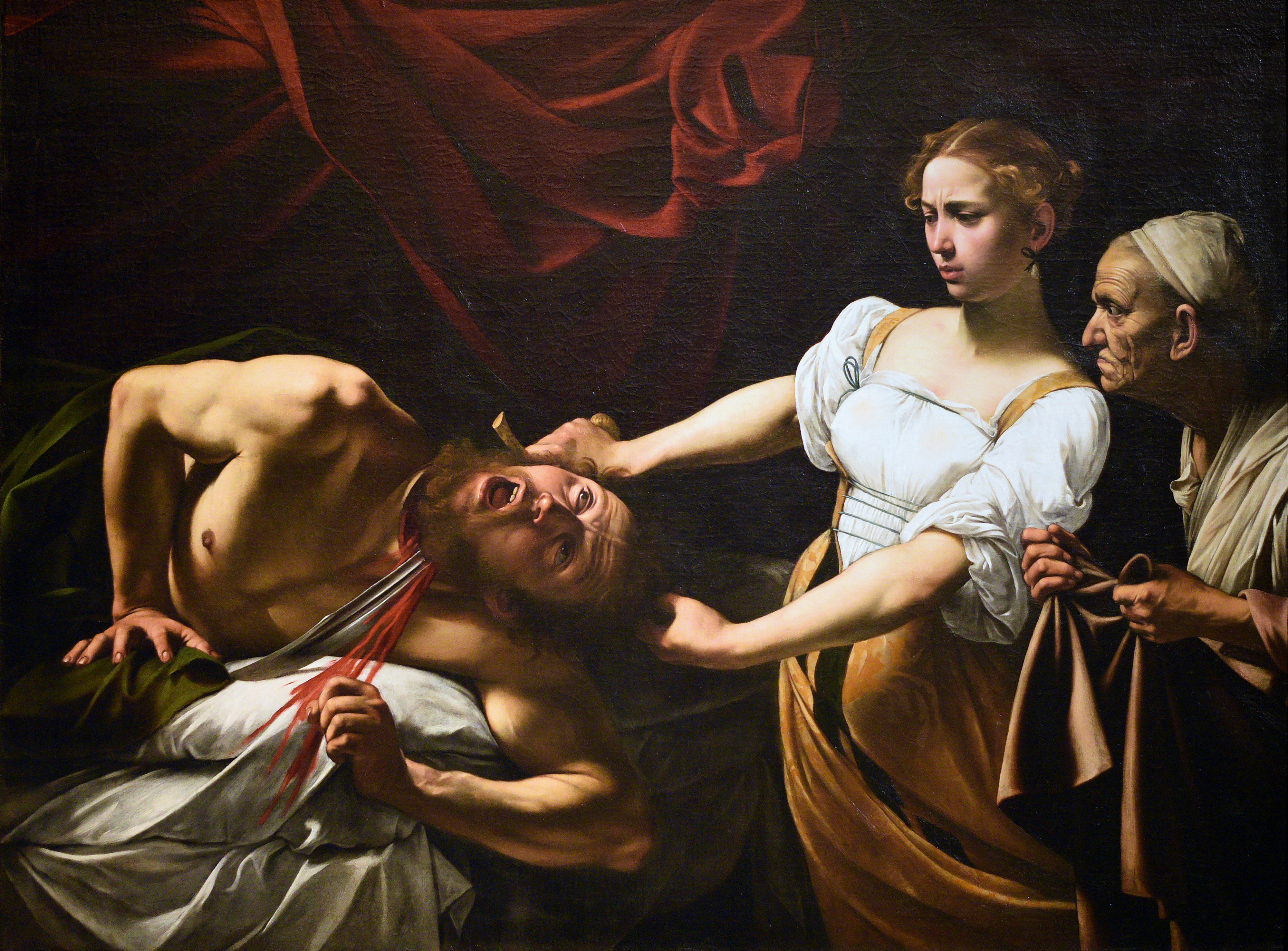
Judith décapitant Holopherne, par le Caravage.

Entre la servante de Séverin. Il a, avec sa servante, un ton autoritaire, des paroles violentes. Lorsque le narrateur s'en étonne, Séverin prononce le mot de Goethe, « soit l'enclume ou le marteau »... Pour Séverin, l'homme n'a pas le choix entre le rôle d'esclave et celui de tyran.
Plus loin, dans le livre, Séverin fait référence au Livre de Judith, il envie Holopherne: « j'enviais un peu le violent Holopherne, ce païen, pour sa fin sanglante et pour la royale créature qui fit tomber sa tête ».
Plus loin encore, il fait parler Wanda: « Oui, regardez moi bien, je suis pire qu'une hérétique, je suis une païenne [...] C'est le christianisme, dont le cruel emblème est la croix, a pour moi quelque chose d'effroyable, qui le premier a introduit un élément étranger et hostile au sein de la nature et de ses innocents instincts »
Lorsque, enfant, elle prétend avoir lu à l'instigation de son père, Barbe bleue par exemple, c'est une des lectures de l'enfance de Sacher-Masoch lui-même. Y préférer aujourd'hui : Vénus, Apollon, Hercule et Laocoon, c'est encore soufflé par Masoch dans la peau de Séverin.
Pour Séverin « Les martyrs étaient des êtres suprasensuels qui trouvaient un plaisir certain dans la douleur et qui recherchaient d'horribles tourments, jusqu'à la mort même, comme d'autres la recherche dans la joie... » 
Quant à Masoch, il avoue dans la Revue Bleue : « ... je dévorais les légendes de saints, et la lecture des tourments endurés par les martyrs me jetait dans un état fiévreux... ».

### Ses idoles

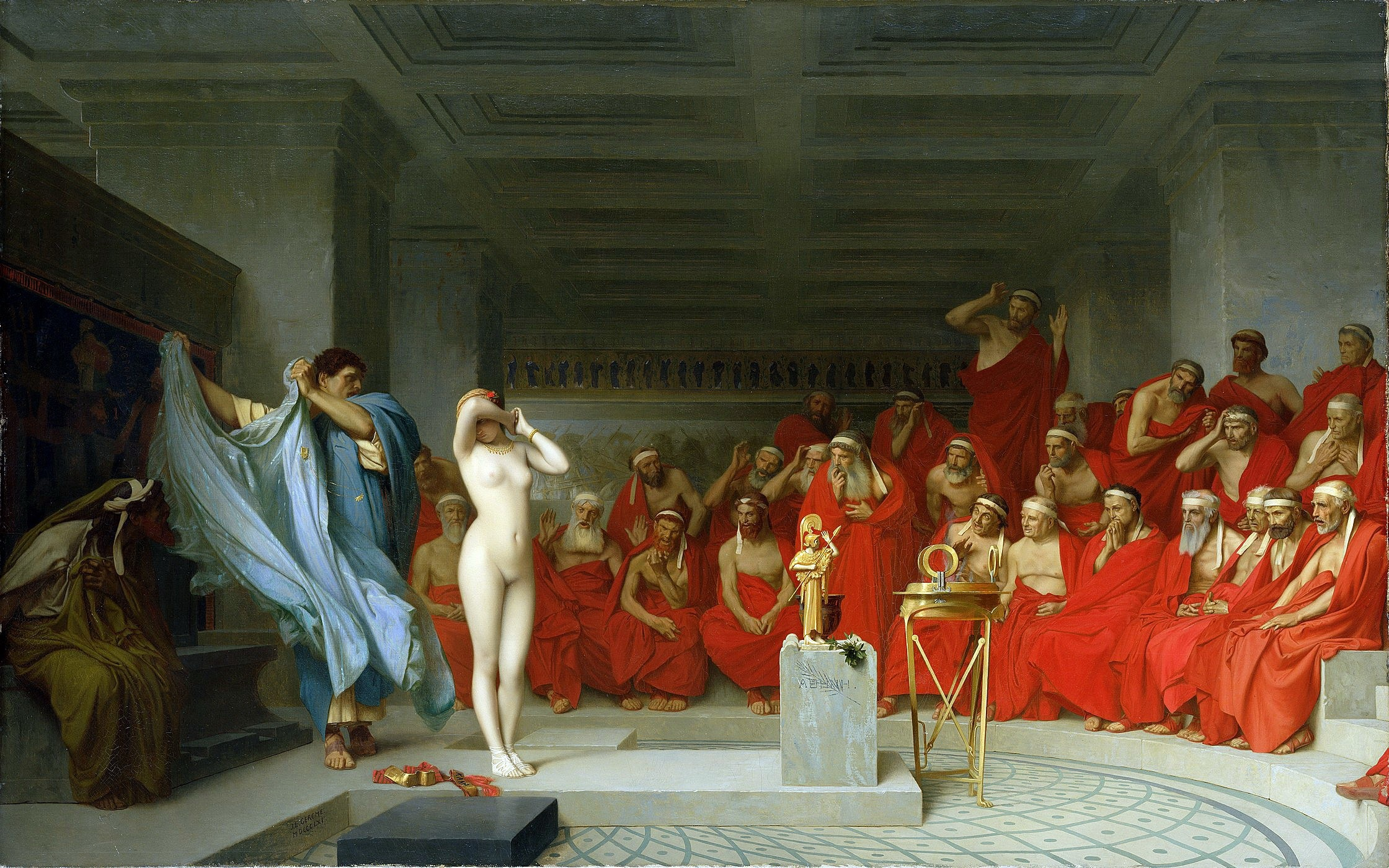
Jean-Léon Gérôme, Phryné devant l'Aréopage, 1861, conservé à la Hamburg Kunsthalle.

Séverin a pour idoles les femmes les plus imposantes, intrigantes cruelles, meurtrières, traîtres de l'histoire de l'humanité. Cela passe par l'Odyssée avec Circé, celle qui transformait les hommes en pourceaux. Vient Dalila qui coupe les cheveux de Samson en le trahissant et en le privant de ses forces. La juive Esterka, « cette Pompadour juive de la Pologne », qui enchaînait le roi Casimir le Grand.
La despote Catherine II, nommée « Catherine le Grand », celle qui arrache le pouvoir à Pierre III. Enfin Judith, Hélène, Lola Montez etc.
Séverin voue une haine démesurée à la vénalité de Phryné mais son idéal est une femme à « l'âme d'un Néron et le corps d'une Phryné ».

### Le Grec
Une fois de plus, Séverin décrit Wanda parée de tous les attributs fétichistes : bottines russes de velours mauve bordées d'hermine, une haute toque d'hermine semblable à celles de Catherine II de Russie. Elle fouette les chevaux ! L'attelage vole à une vitesse folle. Sa chevelure rousse est dénouée dans son dos. « Elle est aujourd'hui la lionne des Cascines ».
Un cavalier les rattrape, « il monte un cheval noir élancé et sauvage ». « La lionne regarde le lion ».  Séverin décide immédiatement que c'est lui : Le Grec.  Mais Séverin sent le danger. L'homme est splendide. C'est un mâle. Wanda est hypnotisée. Sévérin le décrit : il est chaussé de grandes bottes de cuir noir. Il porte un pantalon de cuir blanc, une redingote de fourrure bordée d'astrakan. Séverin est fasciné. « ... Ce beau visage a quelque chose de cruel... Apollon écorchant Marsyas (...) Je comprends maintenant l'érotisme qui émane de l'homme et j'admire Socrate qui reste vertueux en face d'un Alcibiade aussi séduisant ».
À la fin du roman, comme dans la vie Wanda lui échappe. Rien n'est plus joué. Elle appartient déjà à celui qui devait jouer le rôle du Grec. Masoch a immédiatement le sentiment que rien ne se passe selon son programme. Wanda est enivrée, elle a déjà basculé dans l'infidélité, tant ce qu'elle ressent est fort. Elle est passée de la complicité à la trahison. Elle est en osmose, psychologiquement, avec Apollon. Le pressentiment qui trouble Séverin le pousse à écrire : « Je vous ai aimée comme un fou, je me suis offert à vous comme aucun homme ne l'a fait pour une femme (...) Vous devenez vulgaire (...) J'abandonne la femme que je ne peux que haïr et mépriser »

### Vengeance
Wanda rattrape son Séverin. Une fois de plus, elle réclame un mari, non un esclave. Elle est toujours très lasse dans ce rôle de dominatrice. Lasse d'endosser les lourdes fourrures, épuisée de se servir violemment du knout. elle parle de ce rôle exténuant tout au long du roman mais aussi dans son autobiographie Confession de ma vie.  Et du reste, Jean-Paul Sartre ne s’y trompera pas puisqu’il dira, plus tard : « On rappelle, par exemple, les tribulations de Sacher-Masoch qui, pour se faire mépriser, insulter, réduire à une position humiliante, était contraint d'utiliser le grand amour que les femmes lui portaient, c'est-à-dire d'agir sur elles en tant qu'elles s'éprouvaient comme un objet pour lui… »
Wanda n’a pas supporté le qualificatif de "vulgaire". Elle va se venger. Alors que la scène est vidée, que Séverin est revenu à son statut de patriarche, qu’il y a eu, pour lui, trahison. Wanda va lui donner un ultime espoir, elle va être la femme aimée et la dominatrice… Rien ne va se passer ainsi, une complicité totale s’établit entre le Grec et Wanda.
Wanda interroge son époux : « Connais-tu l'histoire du bœuf de Denys le Tyran ». L'inventeur, façonneur du Taureau d'airain, serait selon l'histoire la première victime du supplice. C'est à cela que Wanda fait référence. Elle compare l'esprit inventif du créateur de l'objet de supplice à celui de Séverin et ses mises en scène sophistiquées. Celles, qui parfois, devraient rester dans la rêverie. Car on sent bien qu'entre le verbe et le passage à l'acte, il y a quelquefois un monde. Forte de cette comparaison, elle décide de faire subir à Séverin le sort du concepteur de taureau d'airain, c'est-à-dire prendre Séverin à son propre piège. La masochisante va devenir sadique : « Et Wanda ne devient sadique qu'à force de ne plus pouvoir tenir le rôle que Séverin lui impose ». 
Wanda n'est pas dupe, elle a très bien réalisé que le proposant, c'est lui. Qu'il est une sorte d'inventeur, formateur de ce type de rapports exigés par lui-même. Pour elle, C'est bien lui qui la phagocyte dans son rôle. Elle fait référence au taureau d'airain pour prendre Masoch à son propre piège. Comme l'inventeur du taureau d'airain fut le premier supplicié. Wanda va prendre pour argent comptant les fantasmes de son mari, alors que dans ce type de relation voir Wanda s'accoupler sous ses yeux et se voir fouetter par son rival n'était qu'un délire fantasmatique. La pire des humiliations attend Séverin. Il va perdre son statut de patriarche, non plus dans le verbe mais au réel. Attaché sans pouvoir faire le moindre geste, elle crie au Grec : Fouette-le… « Au même moment, la tête noire bouclée du beau Grec apparaît ». Séverin décrit à nouveau tous les éléments fétichistes. Car il est bien là, le beau militaire fétichisé. Il est là, le Grec. « […] Je reste figé sans dire un mot. La situation est effroyablement comique ; je pourrais moi-même en rire, si elle n'était pas en même temps si désespérément piteuse et outrageante pour moi »… « Être maltraité sous les yeux d'une femme adorée par un rival comblé procure un sentiment indescriptible : je meurs de honte et de désespoir ».
Wanda  s'exclame : "Suis-je cruelle ou en train de devenir vulgaire ?
Avant sa grande colère, Séverin affiche du pessimisme. Chacun de nous finit par être Samson, dit-il. « On finit toujours pas être trahi par la femme qu'on aime, qu'elle porte une blouse de toile ou une fourrure de zibeline ». Il devient fou de rage. Le voyage masochiste, mystique  s'arrête. Et comme un boomerang, Masoch revient dans sa peau de patriarche dont la respectabilité est entachée. Il est furieux et la misogynie devient explicite. C'est son intégrité de mâle, en tant que Père qui est mise à mal. Il quitte le monde païen et c'est le retour à la civilisation judéo-chrétienne.

### Conclusion
À la fin du roman, il déclare : 

« C'est que la femme, telle que la nature l'a créée, et telle qu'elle attire l'homme actuellement, est son ennemie. Elle ne peut être pour lui qu'une esclave ou un tyran, jamais sa compagne. Elle ne pourra l'être que lorsqu'elle lui sera égale en droit et qu'elle vaudra par sa formation et son travail. Pour le moment, nous n'avons qu'une alternative : être le marteau ou l'enclume d'une femme, comprends-tu ? J'ai été un âne et j'ai fait de moi l'esclave d'une femme, comprends-tu ? D'où la morale de l'histoire : qui se laisse fouetter mérite d'être fouetté... Mais, comme tu vois j'ai bien supporté les coups, le brouillard rose suprasensuel de mon imagination s'est dissipé et personne ne pourra plus me faire prendre les guenons sacrées de Bénarès ou le coq de Platon pour l'image de Dieu. »

## Analyse

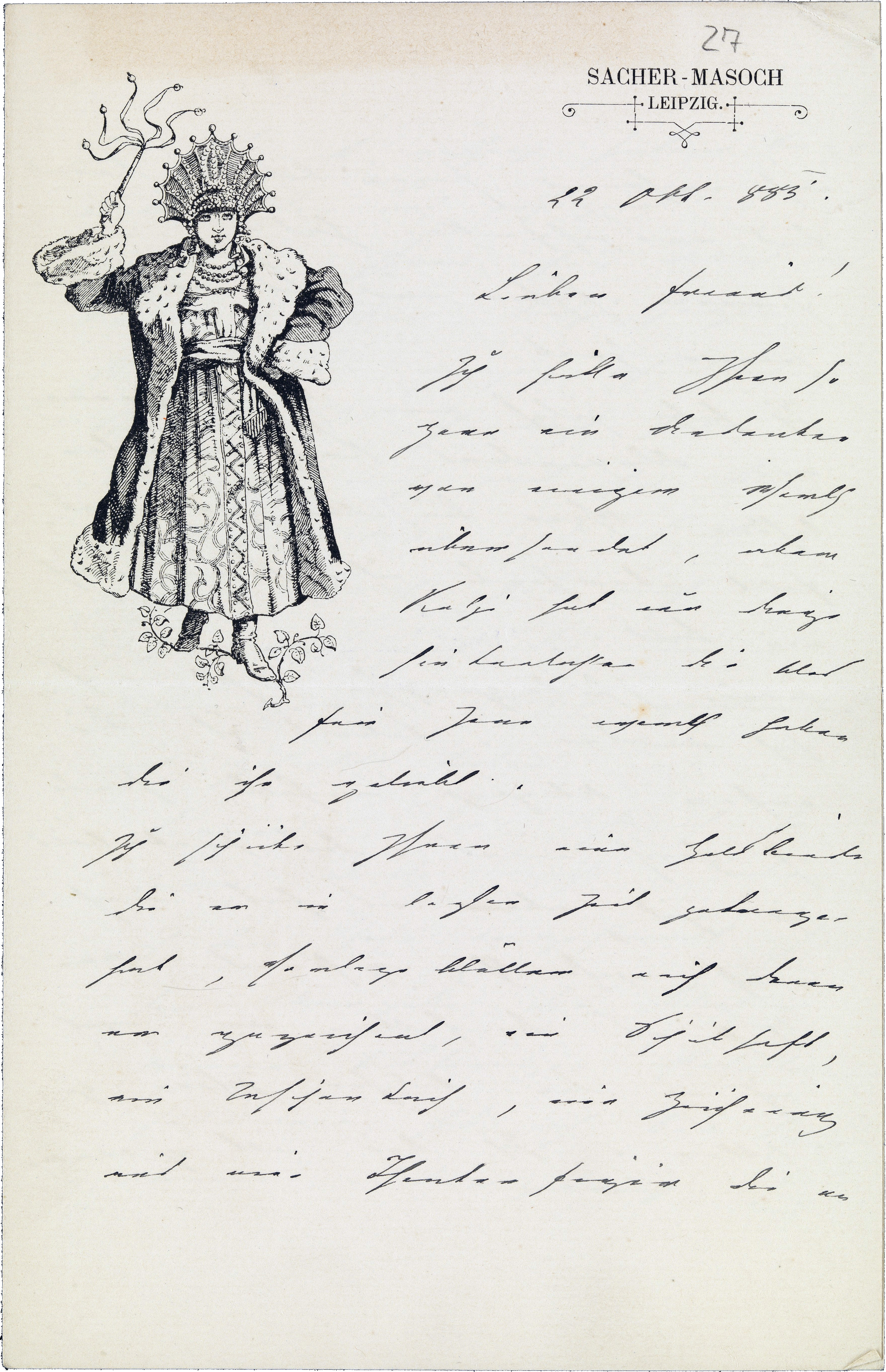
Lettre de Sacher-Masoch

L'auteur dévoile dans son livre ses rêves masochistes. Du reste, il tentera par tous les moyens de persuader ses compagnes d'incarner le rôle de la Vénus à la fourrure.
Pour Gilles Deleuze, c'est à la lecture, entre autres, de Bachofen et d'Hegel que le rêve de Sacher-Masoch se déclenche et qu'il écrit La Vénus à la fourrure.
Leopold von Sacher-Masoch est baigné dans son milieu puritain, le christianisme du nord. Comme si le puritanisme était aussi pour lui un élément important qui alimente toute sa fantasmagorie. Il est en même temps enfermé dans la sphère chrétienne en prenant sur lui toute la charge des symboles véhiculés par le christianisme. Il a donc un rapport équivoque à la misogynie ; son rapport à la femme est subordonné à la culture chrétienne. Côté imaginaire, c’est un mystique. L’autre versant, c’est la loi, où l'assujettissement à Dieu, patriarche divin, et la misogynie fonctionne en complément. Dans l'histoire de la Trinité, la femme est absente. Le christianisme est un passage du culte de la Déesse Mère à l'état patriarcal, à une religion dont le principe absolu est masculin. C'est un état où Dieu est homme et uniquement homme. 
Dans son livre, Masoch ne laisse pas parler la femme. Elle y est un pur reflet de ses fantasmes, elle n'existe pour ainsi dire pas. C'est pour cela que lorsque le voyage dans l'imaginaire se termine et qu'il retourne au réel, la femme est diminuée et la misogynie est explicite.
La Vénus est un voyage mystique : « Le masochisme est une expérience mystique » pour André Pieyre de Mandiargues.
C'est Fanny von Pistor qui lui inspira La Vénus à la fourrure, comme Anna Kottowith lui avait inspiré La Femme séparée. Il s'efforcera de mettre son programme en pratique avec Aurore de Rümelin qui deviendra à cet effet Wanda von Dunajev, puis Wanda von Sacher-Masoch.
À partir du roman La Vénus à la fourrure, Gilles Deleuze a présenté le masochisme de Leopold von Sacher-Masoch et le masochisme en général. Il démontre également la misogynie de l'auteur.
Roland Jaccard considère que « la femme, vue à travers les yeux d’un lecteur hâtif de Sacher-Masoch, n’est qu’une « batteuse d’hommes », un objet sexuel, actif parce que sachant manier le fouet, mais tout de même rien qu’un objet sexuel. L’archétype c’est La Vénus à la fourrure, l’héroïne masochienne par excellence. »

### Fétichisme
Omniprésent évidemment, comme dans de nombreux écrits de Sacher-Masoch, une relation avec Le Legs de Caïn :
« Quant à la fourrure, sa présence obsédante dans la plupart des histoires galiciennes témoigne que Caïn et sa descendance sont du côté du sauvage, l'image sera si forte que la femme ne pourra être Vénus qu'ensauvagée d'une fourrure ».

### Influences
Pour Roland Jaccard, « on imagine que le masochiste idéalise la femme, qu’elle est sacrée reine et parée de toutes les vertus. C’est oublier que Leopold von Sacher-Masoch était un lecteur assidu d'Arthur Schopenhauer, il lui empruntait des réflexions misogynes (« Le sexe court de taille, étroit d’épaules, large de hanches, aux jambes torses, ne pouvait être nommé beau que par notre sexe à nous, que les sens aveuglent ») et les mettait dans la bouche de ses personnages ».

## Adaptations

### Cinéma
- 1967 : Venus in Furs de Joseph Marzano
- 1968 : Vénus en fourrure (La Malize di venere) de Massimo Dallamano, avec Laura Antonelli
- 1969 : Venus in Furs de Jess Franco
- 1985 : Verführung: Die grausame Frau de Elfi Mikesch et Monika Treut
- 1995 : Venus in Furs de Maartje Seyferth et Victor Nieuwenhuijs[17]
- 2013 : La Vénus à la fourrure de Roman Polanski, avec Emmanuelle Seigner, Mathieu Amalric.

### Théâtre
- 2008 : Venus in Furs de Christine Letailleur
- 2010 : Venus in Furs de David Ives

### Ouvrages illustrés
- 1984 : La Vénus à la fourrure, bande dessinée de Guido CrepaxLeopold von Sacher-Masoch, La Vénus aux fourrures, Paris, Maurice Gonon, 1954Illustrée par Suzanne Ballivet

### Musique
- Venus in Furs, chanson de The Velvet Underground écrite par Lou Reed (1967).

## Présentations et préfaces
- Leopold von Sacher-Masoch (trad. Aude Willm, préf. Gilles Deleuze), Présentation de Sacher-Masoch : le froid et le cruel... suivi du texte intégral de La Vénus à la fourrure [« Venus im Pelz »], les Éditions de Minuit, coll. « Arguments », 1967, 276 p., avant propos de Gilles Deleuze en page 6 (ISBN 2-7073-0332-1, BNF 33162517).
- Daniel Leuwers, préface à La Vénus à la fourrure, Paris, Le Livre de poche, 1975.
- Œuvres maîtresses : La Vénus à la fourrure, Le Cabinet noir de Lemberg, La Pêcheuse d'âmes, Les Batteuses d'hommes, La Pantoufle de Sapho et autres contes, préface de Cécile Guilbert, Paris, éd. Robert Laffont, coll. « Bouquins », 2013.
- Préface d'Elisabeth Lemirre et Jacques Cotin à Don Juan de Kolomea, Paris, Éd. Philippe Piquier.
- Préface d'Emmanuel Dazin à Fouets et fourrures, Paris, Éd. Le Castor Astral, 1995.
- Carlo Di Mascio, Masoch sovversivo. Cinque studi su Venus im Pelz, Firenze, Phasar Edizioni, 2018.  (ISBN 978-88-6358-488-2)

## France Culture
- France Culture : interview Christiane Térisse et  Pierre-Emmanuel Dauzat avec une lecture de la Vénus à la fourrure